# Biltyveri
En biltyv er en tyv der hovedsagelig eller udelukkende stjæler biler.
Mange biltyve stjæler biler udelukkende for spændingens skyld, hvorefter de kører hasarderet og hensynsløst rundt indtil de har ødelagt bilen eller der ikke er mere benzin på. I andre tilfælde prøver man at imponere ligesindede ved at køre mod en solid forhindring og se hvem der tør sidde længst i bilen inden man hopper ud.
De mere gennemtænkte tyverier er oftest bestillingsarbejde, hvor nogen ønsker at få en bestemt biltype og sender en biltyv ud for at skaffe den, eller man stjæler en eller flere biler til brug ved anden kriminalitet, enten til rambuktyverier, til transport af omfangsrige koster eller simpelthen til flugtredskab. Dette kan både være bestillingsarbejde fra andre kriminelle eller biltyven selv, der også begår anden kriminalitet.
En vis mængde biltyve stjæler også biler, typisk varevogne og lastbiler, for at få fat i lasten. Læsset omlastes så typisk til et andet (evt. stjålet) køretøj på et diskret sted i nærheden, hvorefter bilen efterlades.
Mange biler forsvinder ud af Danmark, da biltyvene er blevet dygtige til at forfalske bilernes papirer. Men der forekommer også svindel, hvor nogen sælger bilen til udlændinge eller kører den i havnen og anmelder den som stjålet så at man kan få forsikringssummen udbetalt.    
| Kriminalitet | Spire Denne artikel om kriminalitet er en spire som bør udbygges. Du er velkommen til at hjælpe Wikipedia ved at udvide den. |